# Silvina Fontoura de Carvalho
Silvina Fontoura de Carvalho, de seu nome completo Silvina Augusta Fontoura de Carvalho, foi uma farmacêutica portuguesa, sendo uma das mulheres pioneiras nesta área em Portugal.

## Biografia
Silvina Augusta Fontoura de Carvalho foi uma das primeiras mulheres a destacar-se não só na investigação farmacêutica, como também na ocupação de cargos institucionais importantes na área da farmácia em Portugal. 
Licenciada em Farmácia, desenvolveu a sua actividade profissional entre as décadas de 1930 e 1960.
Tendo iniciado a sua actividade na década de 1930, em 1939 foi nomeada Directora da Revista Eco Farmacêutico (1939-1969), a primeira direcção feminina no sector. Também no âmbito dos periódicos científicos, fez parte do corpo redactorial do Jornal dos Farmacêuticos (1942-1959) e já havia sido convidada, pela direcção do Sindicato dos Farmacêuticos, para o cargo de presidente da Comissão de Redacção do mesmo jornal no ano de 1940.
No que diz respeito a cargos institucionais, sabemos que foi eleita Secretária da Assembleia Geral do Grémio Nacional de Farmácias, a única mulher presente no órgão até então (31 de Janeiro 1962). Ao que foi possível apurar, no corpo científico do II Congresso Internacional Luso-Espanhol de Farmácia, em 1952, Silvina Fontoura de Carvalho é a única mulher a marcar presença como oradora.
Ao longo da sua carreira, publicou vários livros no âmbito dos estudos farmacêuticos, nomeadamente Política económica farmacêutica luso-espanhola (1948), Definição legal de “especialidade farmacêutica” (1952) e Direitos e deveres dos farmacêuticos (1960).